# Happy Madison
Happy Madison Productions es una compañía estadounidense productora de películas y programas de televisión. Fue fundada por el actor y comediante Adam Sandler en 1999, es conocida por sus películas de comedia. Su nombre se debe a las películas Happy Gilmore y Billy Madison, protagonizadas por Sandler y producidas por Robert Simonds. La persona que es representada en el logotipo es el difunto padre de Sandler, Stanley.

## Historia
Las películas de 1998 The Waterboy y The Wedding Singer ayudaron a lanzar la carrera de Adam Sandler en cine, y su compañía de producción. Sandler produjo The Waterboy y fue coautor del guion junto a Tim Herlihy. La película generó muchas ganancias, recaudando más de 160 millones de dólares solamente en los Estados Unidos, convirtiendo a Sandler en un actor exitoso luego de lograr su segunda película ganar más de 100 millones de dólares en el año (la primera fue The Wedding Singer).
La oficina de producción de la compañía se encuentra en el edificio "Judy Garland" de los estudios Sony Pictures Studios en Culver City, California mientras que las oficinas corporativas se ubica en Mánchester, Nuevo Hampshire y son dirigidas por el hermano de Adam, Scott.
Esta compañía posee además una subsidiaria, Madison 23 Productions, productora del género dramático. Su primera producción fue Reign Over Me, protagonizada por Adam Sandler y Don Cheadle.
La mayoría de las películas producidas por esta compañía son protagonizadas por Adam Sandler, acompañado generalmente con Rob Schneider, David Spade, Steve Buscemi, Kevin James, Chris Rock, Chris Farley, John Turturro, Nick Swardson, Jon Lovitz, Henry Winkler, Allen Covert, Kevin Nealon, Blake Clark, Jonathan Loughran,Peter Dante Y Shaquille O'Neal.

## Películas
| Año  | Película                            | Director            | Distribuidor                                               | Presupuesto    | Recaudación (todo el mundo) |
| ---- | ----------------------------------- | ------------------- | ---------------------------------------------------------- | -------------- | --------------------------- |
| 1999 | Deuce Bigalow: Male Gigolo          | Mike Mitchell       | Walt Disney Studios Motion Pictures (Touchstone Pictures)  | $17 millones   | $92,938,755                 |
| 2000 | Little Nicky                        | Steven Brill        | New Line Cinema                                            | $85 millones   | $58,292,295                 |
| 2001 | The Animal                          | Luke Greenfield     | Columbia Pictures                                          | $47 millones   | $84,772,742                 |
| 2001 | Joe Dirt                            | Dennie Gordon       | Columbia Pictures                                          | $17.7 millones | $30,987,695                 |
| 2002 | Mr. Deeds                           | Steven Brill        | Columbia Pictures                                          | $50 millones   | $171,269,535                |
| 2002 | The Master of Disguise              | Perry Andelin Blake | Columbia Pictures                                          | $16 millones   | $43,411,001                 |
| 2002 | Eight Crazy Nights                  | Seth Kearsley       | Columbia Pictures                                          | $34 millones   | $23,833,131                 |
| 2002 | The Hot Chick                       | Tom Brady           | Buena Vista Pictures (Touchstone Pictures)                 | $34 millones   | $54,639,553                 |
| 2003 | Anger Management                    | Peter Segal         | Columbia Pictures                                          | $75 millones   | $195,745,823                |
| 2003 | Dickie Roberts: Former Child Star   | Sam Weisman         | Paramount Pictures                                         | $17 millones   | $23,794,648                 |
| 2004 | 50 First Dates                      | Peter Segal         | Columbia Pictures                                          | $75 millones   | $196,482,882                |
| 2005 | The Longest Yard                    | Peter Segal         | Paramount Pictures/Columbia Pictures                       | $82 millones   | $190,320,588                |
| 2005 | Deuce Bigalow: European Gigolo      | Mike Bigelow        | Columbia Pictures                                          | $22 millones   | $45,109,561                 |
| 2006 | Grandma's Boy                       | Nicholaus Goossen   | 20th Century Fox                                           | $5.5 millones  | $37,856,991                 |
| 2006 | The Benchwarmers                    | Dennis Dugan        | Columbia Pictures                                          | $33 millones   | $64,957,291                 |
| 2006 | Click                               | Frank Coraci        | Columbia Pictures                                          | $82.5 millones | $237,681,299                |
| 2007 | I Now Pronounce You Chuck and Larry | Dennis Dugan        | Universal Pictures                                         | $85 millones   | $186,072,214                |
| 2007 | Reign Over Me                       | Mike Binder         | Columbia Pictures                                          | $20 millones   | $22,222,308                 |
| 2008 | Strange Wilderness                  | Fred Wolf           | Paramount Pictures                                         | $20 millones   | $6,964,734                  |
| 2008 | The House Bunny                     | Fred Wolf           | Columbia Pictures                                          | $25 millones   | $70,442,940                 |
| 2008 | You Don't Mess with the Zohan       | Dennis Dugan        | Columbia Pictures                                          | $90 millones   | $201,802,891                |
| 2008 | Bedtime Stories                     | Adam Shankman       | Walt Disney Studios Motion Pictures (Walt Disney Pictures) | $80 millones   | $212,874,442                |
| 2009 | Paul Blart: Mall Cop                | Steve Carr          | Columbia Pictures                                          | $26 millones   | $183,293,131                |
| 2009 | The Shortcut                        | Nicholaus Goossen   | Anchor Bay Entertainment                                   | $5 millones    | N/A                         |
| 2009 | Funny People                        | Judd Apatow         | Universal Pictures/Columbia Pictures                       | $75 millones   | $71,585,235                 |
| 2010 | Grown Ups                           | Dennis Dugan        | Columbia Pictures                                          | $80 millones   | $271,419,251                |
| 2011 | Just Go with It                     | Dennis Dugan        | Columbia Pictures                                          | $80 millones   | $214,945,591                |
| 2011 | Zookeeper                           | Frank Coraci        | Columbia Pictures                                          | $80 millones   | $169,852,759                |
| 2011 | Bucky Larson: Born to Be a Star     | Tom Brady           | Columbia Pictures                                          | $10 millones   | $2,529,395                  |
| 2011 | Jack and Jill                       | Dennis Dugan        | Columbia Pictures                                          | $79 millones   | $149,673,788                |
| 2012 | That's My Boy                       | Sean Anders         | Columbia Pictures                                          | $70 millones   | $57,719,093                 |
| 2012 | Here Comes the Boom                 | Frank Coraci        | Columbia Pictures                                          | $42 millones   | $73,100,172                 |
| 2013 | Grown Ups 2                         | Dennis Dugan        | Columbia Pictures                                          | $80 millones   | $246,645,494                |
| 2014 | Blended                             | Frank Coraci        | Warner Bros.                                               | $40 millones   | $126,794,610                |
| 2015 | Paul Blart: Mall Cop 2              | Andy Fickman        | Columbia Pictures                                          | $30 millones   | $103,700,000                |
| 2015 | Joe Dirt 2: Beautiful Loser         | Fred Wolf           | Crackle                                                    | N/A            | N/A                         |
| 2015 | Pixels                              | Chris Columbus      | Columbia Pictures                                          | $88 millones   | $243,700,000                |
| 2015 | The Ridiculous 6                    | Frank Coraci        | Netflix                                                    | $60 millones   | N/A                         |
| 2016 | The Do-Over                         | Steven Brill        | Netflix                                                    | $40 millones   | N/A                         |
| 2017 | Sandy Wexler                        | Steven Brill        | Netflix                                                    | $24.3 millones | N/A                         |
| 2018 | Father of the Year                  | Tyler Spindel       | Netflix                                                    | N/A            | N/A                         |
| 2019 | Murder Mystery                      | Kyle Newacheck      | Netflix                                                    | N/A            | N/A                         |
| 2020 | The Wrong Missy                     | Tyler Spindel       | Netflix                                                    | N/A            | N/A                         |
| 2020 | Hubie Halloween                     | Steven Brill        | Netflix                                                    | N/A            | N/A                         |
| 2023 | ¡No estás invitada a mi bat mitzvá! | Sammi Cohen         | Netflix                                                    | N/A            | N/A                         |
| 2023 | Leo                                 | Robert Smigel       | Netflix                                                    | N/A            | N/A                         |